# Gianfranco Parlato
Gianfranco Parlato (Vico Equense, 14 marzo 1970) è un allenatore di calcio ed ex calciatore italiano, di ruolo difensore.

## Carriera
Ha giocato in Serie A con la maglia della Reggiana (32 presenze fra il 1993 ed il 1995).
Ha poi disputato varie stagioni in Serie B con Pescara, Cesena e Ancona.

### Calcioscommesse
Collaboratore tecnico dell'Esperia Viareggio, il 1º giugno 2011 viene inserito nel registro degli indagati nell'ambito dello scandalo calcio-scommesse dell'inchiesta di Cremona.

Decide poi a luglio di patteggiare la pena di tre anni di squalifica.
In seguito a successivi sviluppi dell'inchiesta (secondo filone di Cremona), il 31 maggio 2012 patteggiando viene squalificato per ulteriori 2 mesi.
Il 10 dicembre per il filone di Napoli patteggia altri 2 mesi di squalifica che, sommati alle condanne precedenti, fanno un totale di tre anni e quattro mesi di squalifica.
Il 30 maggio era già stato archiviato in relazione al procedimento ordinario penale.
Il 22 dicembre 2016 Parlato, Cristiano Doni, Nicola Santoni e l'Atalanta vengono assolti dalla Sezione Disciplinare del Tribunale Nazionale Federale per mancanza di prove in relazione a Crotone-Atalanta del 22 aprile 2011.

## Palmarès
- Coppa Italia Serie C: 1

Sambenedettese: 1991-1992
- Campionato italiano di Serie B: 1

Reggiana: 1992-1993
- Campionato italiano Serie C1: 1

Cesena: 1997-1998 (girone A)